# سبدلر
سبدلر (به لاتین: Səbətlər) یک منطقه مسکونی در جمهوری آذربایجان است که در شهرستان واقع شده است. سبدلر ۱۲۹۶ نفر جمعیت دارد.